# Patricia Tulasne
Pour les articles homonymes, voir Tulasne.
Patricia Tulasne, née le 16 janvier 1959 à Boulogne-Billancourt (France), est une actrice québécoise, également active dans le doublage.

## Biographie
Le père de Patricia Tulasne était un français né en Chine et sa mère, une Québécoise. Ses parents se sont rencontrés à New-York où ils travaillaient tous les deux. Installée à Montréal à l'âge de 16 ans, elle devient comédienne dès les années 1980. Elle est la cousine des actrices Charlotte et Lucie Laurier.
Patricia Tulasne est diplômée du Conservatoire d'art dramatique de Montréal, promotion 1981.
Lors des Élections municipales montréalaise de 2013, Patricia Tulasne s'est présentée comme candidate indépendante à la mairie.

## Filmographie

### Cinéma
- 1989 : Comment faire l'amour avec un nègre sans se fatiguer
- 1991 : La Demoiselle sauvage : Mariane
- 1993 : Louis 19, le roi des ondes : La directrice du Canal 19
- 2006 : Cadavre Exquis, première édition : Martine
- 2008 : Martyrs : la mère
- 2009 : J'ai tué ma mère : Hélène Rimbaud - sélectionné pour le festival de Cannes 2009 - 41e quinzaine des réalisateurs
- 2010 : Les amours imaginaires : La coiffeuse aux cuillères
- 2012 : Laurence Anyways : Shookie Rose
- 2015 : The Walk : Dental office receptionist
- 2016 : Juste la fin du monde : l'hôtesse de l'air
- 2025 : Honey Bunch : Dr Tréphine

### Télévision
- 1987-1989 : Bonjour docteur (feuilleton) : Dr Catherine Morency
- 1987 : Traquenards : La Caverne des disparus (feuilleton)
- 1989-1991 : Un signe de feu (feuilleton) : Maryse Lanctôt
- 1990-1993 : La Misère des riches (série) : Hélène Gagnon-Vallée
- 1991 : L'Enfant sur le lac (téléfilm) : Hélène
- 1992-1994 : Marilyn (feuilleton) : Danièle Mercier
- 1992 : Montréal ville ouverte (feuilleton) : Pierrette Bonneau
- 1992 : D'amour et d'amitié (feuilleton) : Josiane Roy
- 1995 : La Présence des ombres (téléfilm) : Christine Sicard
- 1997-1999 : Sauve qui peut! (feuilleton) : Aline Crevier
- 1998 : La Part des anges (feuilleton) : Catherine Mirand
- 1998-2006 : KM/H (sitcom) : Véronique Blackburn
- 2000 : Marie et Tom (téléfilm) : Johanne Plumier
- 2001-2004 : Emma (feuilleton) : Andréa Schickes
- 2002 : Les Super Mamies (feuilleton) : Diane Gagnon-Cloutier
- 2002-2009 : Annie et ses hommes (sitcom) : directrice
- 2003 : Cauchemar d'amour (série) : Dr Isabelle Bergman
- 2003-2004 : Virginie (feuilleton) : Pascale Landry
- 2006-2011 : Providence (série) : Isabelle Dagenais
- 2019-2022 : Une autre histoire  : Ruth Levac-Boissonneault
- 2022 : Paris-Paris (série) : Claire
- 2024 : À cœur battant (série) : Audette Morin